# Florian Rossi
 (juin 2020).
Si vous disposez d'ouvrages ou d'articles de référence ou si vous connaissez des sites web de qualité traitant du thème abordé ici, merci de compléter l'article en donnant les références utiles à sa vérifiabilité et en les liant à la section « Notes et références ».
Florian Rossi, né le 14 juillet 1990, est un chanteur, multi-instrumentiste et compositeur français.

## Biographie
Florian Rossi, musicien d'origine italienne[réf. nécessaire] est également connu sous son nom de scène « P3GASE ».
Durant sa jeunesse, Florian Rossi suit une formation au conservatoire de Nîmes. Attiré par plusieurs instruments, l'artiste pratique dès le plus jeune âge la guitare, la basse, les percussions et l'accordéon. Toutefois, son instrument de musique préféré et auquel il s'adonne le plus reste le piano.
Depuis l'été 2018, il est en couple avec la chanteuse Louane. En novembre 2019, le magazine Public affirme que le couple attend un enfant dont la naissance est prévue en mars 2020. Louane donne naissance, à la fin du mois de mars, à une fille prénommée Esmée. En octobre 2024, Florian Rossi et Louane annoncent leurs fiançailles.

### Parcours et carrière
Florian Rossi fait des études de musique au conservatoire de Nîmes. Son instrument de prédilection est le piano, mais il joue aussi de la guitare, de la basse, des percussions et de l'accordéon.
En 2008, il monte son premier projet en tant que chanteur leader, un groupe de pop rock nommé LANES avec lequel il sort un E.P. éponyme.
En 2012, Florian Rossi collabore avec Toma avec qui il part en tournée et fait les premières parties de concerts de Johnny Hallyday jusqu’en 2013. Il collabore également avec Sophie Tith, Corson, Anaïs Delva, Joyce Jonathan et Emji.
En 2014, il accompagne Stromae dans sa tournée mondiale Racine Carrée Tour, qui dure deux ans, qui comporte 209 concerts devant 1,7 million de personnes au total. Une captation vidéo est publiée, baptisée Racine Carrée Live en 2015.
En 2016, Florian Rossi rejoint la tournée Ensemble de Kendji Girac.
En 2017, Florian Rossi participe à L'Everest Tour, la tournée de Soprano.
En 2018, Florian Rossi rejoint la tournée de Louane.
En 2019, Florian Rossi participe à la tournée de Soprano Du phœnix aux étoiles, ainsi qu'à la tournée de Kendji Girac Amigo. Il collabore aussi avec la chanteuse Aya Nakamura pour sa tournée Nakamura Tour. Il signe également le titre Chasseur d’étoiles avec Soprano.
À partir de 2022, il accompagne Stromae sur sa tournée Multitude Tour.
Le 6 avril 2023, il accompagne Soprano lors d’un concert au Stade de France.

### Vie privée
Il est en couple, depuis l'été 2018, avec la chanteuse et actrice Louane avec qui il a eu une fille, prénommée Esmée, fin mars 2020,. Fin 2024, ils annoncent leurs fiançailles et les célèbrent en juin 2025.

## Discographie

### Collaborations sur des albums et E.P.
- Rush of live de Lanes (2008)
- Lanes de Lanes (2013) Selisam prod.
- Folies Douces de Emji (2016), Universal Music France
- Une place pour moi de Joyce Jonathan (2016), Universal Music France
- Mesure seconde de Laurie Darmon (2016), Universal Music France
- L’Éverest de Soprano (2016)
- Amigo de Kendji Girac (2018)
- Phoenix de Soprano (2018)
- Joie de vivre de Louane (2020)
- Chasseurs d'étoiles de Soprano  (2021)
- Joie de vivre (En Couleurs) de Louane (2021)
- Sans Visa de Soolking (2022)
- Chasseurs d'étoiles: Multiverse Edition de Soprano  (2022)
- Sentiments de Louane (2022)
- Vivre de Kendji Girac (2024), Universal Music France
- r3ves de p3gase (2024)

### Collaborations sur des morceaux
- L'homme libre de Toma Universal Music Group[10]
- Toi de Anaïs Delva[11]
- Désaccordée de Emji
- Lady Grenadine de Emji
- Maria Maria de Kendji Girac
- Prélude du Phœnix de Soprano
- Zoum de Soprano
- Miracle de Soprano
- À nos héros du quotidien de Soprano
- Chasseur d’étoiles, avec Soprano
- 3919 de Louane
- Aimer à mort de Louane
- A l’autre de Louane
- Toute ma vie de Louane featuring' Soolking
- Forrest de Soprano
- La Boum de Soprano
- Racine deSoprano
- Mon Silence de Soprano
- Intro : Le Frégate de Soprano
- Fou de Toi de Clément Albertini
- On est tout de Lou
- Aux cendres et aux adieux de Lou
- Tornade deLouane
- Les Gens de Louane
- Fais-le bien de Louane
- Comment Faire de Louane
- Thérapie de Louane
- Maria de Soolking
- Gump de Soprano feat. p3gase
- Ça ne suffira pas de Soprano
- Le Bateau Coûle de Louane
- Dans Ma Tête de Louane
- STP de Louane
- Avant de Louane
- Aidez-moi de Louane
- Tu Me Manques de Louane
- Tu m’as dit de Louane
- Tu m’as dit - p3gase remix de Louane
- Parano de Louane
- Capitaine feat. Styleto de Louane
- Mon étoile de Nour
- Pourquoi de Kendji Girac
- r3ver de p3gase
- Air de p3gase
- Poussière de p3gase
- Denali de p3gase

### Collaborations sur des concerts en public (DVD)
- Racine carrée Live de Stromae (2015) Mosaert / Sony bmg
- Ensemble, le live de Kendji Girac (2017)
- L’Everest à l’Orange Vélodrome de Soprano (2017) Warner / Only Pro

### Collaborations sur des clips vidéo
- All Checks Done de Lanes[12]
- Ave Cesaria de Stromae, Mosaert, Universal Music Group
- Près des étoiles de Soprano, REC 118, Warner Music, Only Pro
- Dingue de Soprano, REC 118, Warner Music, Only Pro